# وحید کاظمی
سید وحید کاظمی معروف به وحید کاظمی (زاده ۳۱ شهریور ۱۳۶۲ در قائم‌شهر) داور بین المللی فوتبال اهل  ایران است. وی در سال ۱۳۸۰ داوری را شروع کرده و از سال ۱۳۹۱، در لیگ برتر فوتبال ایران قضاوت می‌کند.

## شهرآورد تهران
کاظمی در تیم داوری ۲ دربی تهران حضور داشته‌است  و در شهرآورد ۱۰۳ به عنوان داور وسط حاضر بود.
| یک بازی داور اضافه بوده‌است |               |                        |                                                                                       |
| دربی                       | تاریخ         | نتیجه بازی             | گروه داوری                                                                            |
| شماره ۹۴                   | ۲۲ دی ۱۳۹۹    | استقلال ۲ - پرسپولیس ۲ | رضا کرمانشاهی -- آرمان اسعدی -- تورج عیوض محمدی -- حسن یوسفی بیژن حیدری -- وحید کاظمی |
| شماره ۱۰۳                  | ۲۳ اسفند ۱۴۰۲ | استقلال ۰ - پرسپولیس ۰ | وحید کاظمی -- سعید قاسمی -- حسن انتظاری -- پیام حیدری -- سعدالله گلمرادی(اتاق var)    |